# Смирнов, Николай Григорьевич (писатель)
Никола́й Григо́рьевич Смирно́в (3 [15] марта 1890, Вязьма — 27 июня 1933, Москва) — российский писатель и драматург.

## Биография
Родился 3 (15) марта 1890 года в Вязьме Смоленской губернии.
Окончил юридический факультет Московского университета (1912) и стал работать помощником у присяжного поверенного Л. Н. Новосильцева.
С 1911 года писал пьесы, начав со скетчей для театра «Кривое зеркало».
После Октябрьской революции был директором театра революционной сатиры в Калуге, где ставил по большей части собственные пьесы, отличавшиеся буффонной комедийностью и элементами фантастики.

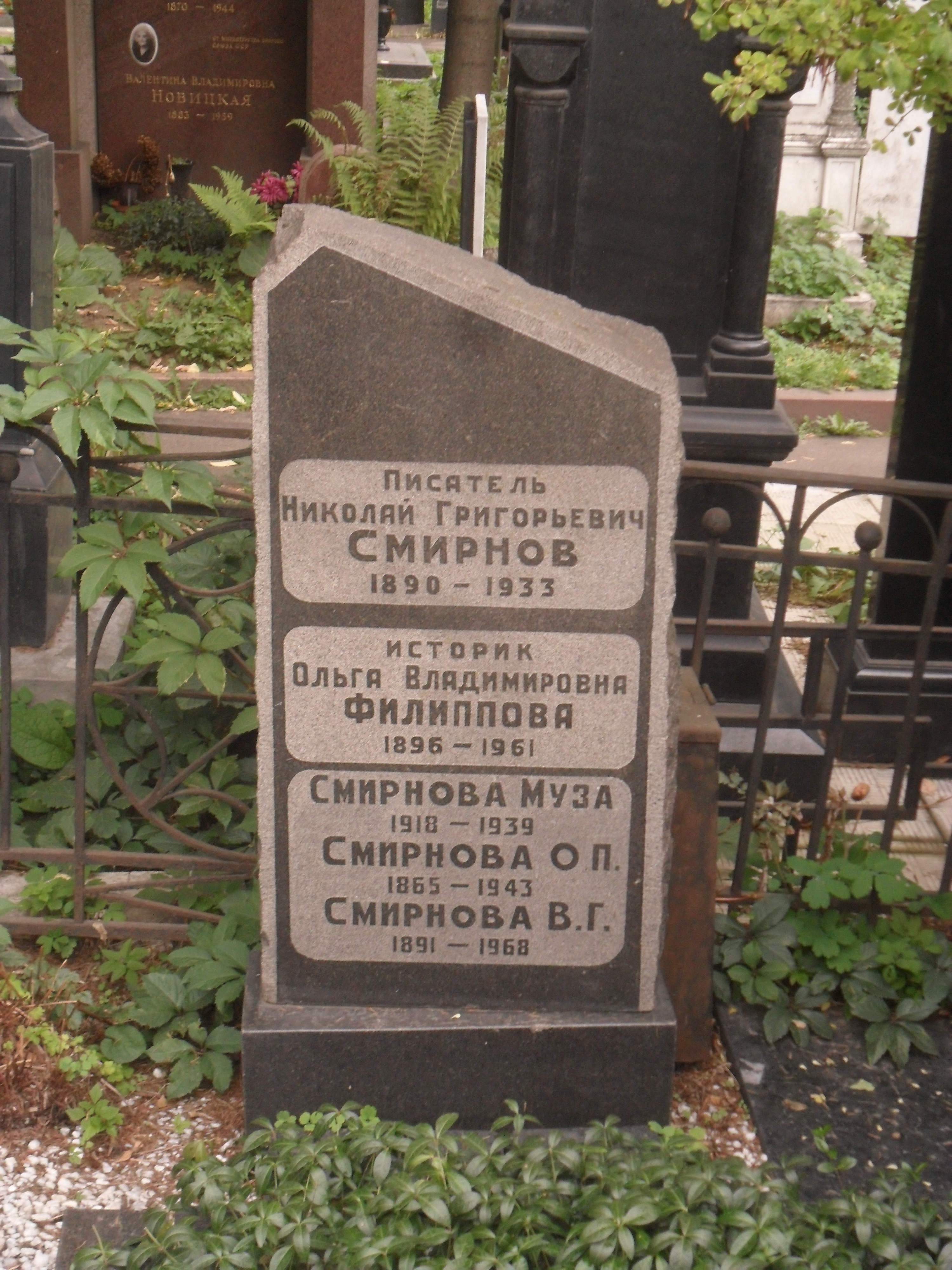
Могила Смирнова на Новодевичьем кладбище Москвы.

С 1924 года переключился на прозу, преимущественно для детей и юношества. Одно из основных направлений творчества Смирнова — книги, популярно рассказывающие о различных сферах экономической и хозяйственной деятельности: «Детям о газете» (1924), «Откуда посуда» (1924), «Как люди ездят» (1925), «Путешествие Чарли» (1925), «Егор-монтёр» (1928) и др. В других книгах Смирнова сильна приключенческая основа: ему, в частности, принадлежит неоднократно переиздававшийся роман «Государство Солнца» (1928) о Морице Бенёвском. Наиболее известная книга Н. Г. Смирнова — повесть «Джек Восьмёркин американец» (1930), рассказывающая о русском крестьянском мальчике, выросшем в США и вернувшемся в Советскую Россию, где ему приходится значительно изменить своё мировосприятие и поведение. Известностью пользовался и роман «Дневник шпиона» (1929), посвящённый борьбе советской контрразведки с английскими шпионами в первые послереволюционные годы; как утверждает в своих воспоминаниях Варлам Шаламов:

…знание дела, обнаруженное Смирновым, привело его неожиданно на Лубянку, где он в течение двух месяцев показывал — какими материалами он пользовался для своего «Дневника шпиона». Смирнов владел английским языком, достал несколько мемуарных книг английских (в том числе воспоминания Сиднея Рейли, известного в Москве по заговору Локкарта), читал английские газеты. Когда все разъяснилось, Смирнова освободили.

В последний год жизни Смирнов вместе с Александром Беком работал в составе писательской бригады, направленной в Кузнецк с целью создания книги о строительстве Новокузнецкого металлургического комбината.
Скончался 27 июня 1933 года от сыпного тифа.

## Экранизации
- Джек Восьмёркин — «американец»